# Leclerc
Leclerc je glavni borbeni tenk francuske vojske, nasljednik tenka AMX-30. Leclerc je tenk relativno male mase i vrlo naprednih koncepcijskih rješenja (automatski punjač topa, suvremeni sustav veza i zapovijedanja, aktivna zaštita…) s kojima je postavio nove standarde suvremenog tenka. Razvoj je počeo 1983. godine, a prvih šest prototipova je završeno 1989. godine. Serijska proizvodnja započela je 1990. godine, a prvi primjerak je izručen francuskoj vojsci sljedeće godine.

## Vatrena moć
Osnovu vatrene moći Leclerca čini top od 120 mm F1 GIAT Industries, koji je ustvari poboljšana inačica njemačkog topa Rheinmetall (cijev je produžena jedan metar). Francuzi su za svoj tenk razvili i svoje streljivo koje se sastoji od potkalibarske granate OFL 120 F1 i razorne OECC 120 F1. Početna brzina penetratora potkalibarne granate je 1790 m/s i s dometom od 2400 metara. Razvijena je i potkalibarna granata OFL F2 s penetratorom od osiromašenog uranija koji na dva kilometra udaljenosti može probiti 640 mm homogenog čeličnog oklopa. Razorna granata ima početnu brzinu od 1100 m/s i domet 1280 metara.
Leclerc ima najsuvremeniji SUP koji može djelovati u svim vremenskim uvjetima i gađati iz pokreta. Uz pomoć balističkog računala i automatskog punjača topa Leclerc može opaliti svakih 5 sekundi. U tenku se nalazi 40 granata od kojih su 22 u automatskom punjaču. Najveća novost je digitalni prikaz bojišta s kojim zapovjednik može utvrditi položaj svojega i ostalih tenkova njegove postrojbe. Može se i prikazati svi otkriveni neprijateljski položaji što mu omogućava da prvi otvori paljbu.

## Oklopna zaštita
Leclerc nema neku izvanrednu oklopnu zaštitu ali i ona je dovoljna za borbu protiv najjačih tenkova svijeta. Oklop tenka sastoji se od čelične ljuske na koju se postavljaju ploče sendvič oklopa. Leclerc ima i jako dobru aktivnu zaštitu koja se sastoji od 18 dimnih kutija, šest protupješačkih granata i četiri mamca za rakete s laserskim navođenjem.

## Pokretljivost
Leclerc ima ugrađen francuski osmocilindrični Dieselov motor SACM V8X T9 snage 1500 KS (1100kW). Maksimalna brzina je 71 km/h i od 0 do 32 km/h ubrza za samo 5,5 sekundi. Domet mu je 550 kilometara. Tenk ima i automatsku transmisiju s pet stupnjeva prijenosa naprijed i jednim nazad. Zbog nepouzdanosti francuskog motora, nude se i inačice s motorom njemačke tvrtke MTU MT 883 Ka501 koji je jednake snage i sličnih karakteristika kao i francuski motor.

## Leclerc AZUR
Kako bi svojim borbenim vozilima dala veće mogućnosti djelovanja u urbanom okruženju francuska je vojska pokrenula program AZUR (Action en Zone Urbaine). Tijekom izložbe Eurostatory 2006 prikazani su tenk Leclerc, oklopno vozilo na kotačima VAB i lako izvidničko vozilo VBL.
Prijedlog modernizacije/prilagodbe Leclerc AZUR osmišljen je da nakon samo nekoliko sati rada u terenskim uvjetima postojećim Leclercima omogući uspješnije djelovanje u urbanim područjima. Prijedlog obuhvaća:
- poboljšanje paljbene moći, unutar kojega se na krov kupole postavlja daljinski upravljiva kupola sa strojnicom kalibra 7,62 mm (umjesto zapovjednikove teške strojnice). Kupola strojnice opremljena je dnevno/noćnim ciljničkim sustavom i posadi omogućava uništavanje ciljeva u neposrednoj blizini vozila i iznad njega;
- poboljšane mogućnosti motrenja iz vozila;
- poboljšana oklopna zaštita s bokova i stražnje strane vozila;
- ugradnja aktivne zaštite ugradnjom Galix sustava za blisku obranu (osigurava zaštitu za svih 360 stupnjeva) te dodatna zaštita svih otvora od zapaljivih tekućina;
- poboljšanje C3I sustava;
- ugradnja bežičnih sustava komunikacije za postrojbe u neposrednoj blizini.[1]

## Korisnici
- Francuska: 406 tenkova
- Ujedinjeni Arapski Emirati: 388 tenkova

## Vanjske poveznice
- (fr) www.chars-francais.net  Arhivirana inačica izvorne stranice od 29. rujna 2007. (Wayback Machine) (brojne fotografije, uključujući unutrašnjost)
- (en) Leclerc program update  Arhivirana inačica izvorne stranice od 4. siječnja 2006. (Wayback Machine)
- (en) Članak o tenku Leclerc na Army-technology.com
- (en/de) Detaljan opis tenka Leclerc na www.kampfpanzer.de  Arhivirana inačica izvorne stranice od 18. srpnja 2011. (Wayback Machine)